# Chang'e
Chang'e (taiyin xingjun/太陰星君) is een taoïstische godin van de Maan. Zij is de echtgenote van Houyi. Ze wordt elk jaar op de vijftiende dag van de achtste maan in de Chinese kalender (midherfstfestival) vereerd.
Ze werd een godin nadat ze de onsterfelijkheidsmedicijnen van haar man had opgegeten. Houyi had ze boven een balk in huis verstopt. Chang'e ontdekte de pillen toen ze ging schoonmaken. Ze had honger en at alle pillen op. Ze dacht dat het snoep was. Op een gegeven moment voelde ze zich steeds lichter en ging zweven. Ze zweefde uiteindelijk tot de maan. Dit verhaal wordt in het standaardmandarijn "Chang'e ben yue/嫦娥奔月" genoemd.
Zie voor een andere versie: Het verhaal van het Midherfstfeest.